# Семёнов, Александр Николаевич
Александр Николаевич Семёнов — советский государственный и хозяйственный деятель.

## Биография
Родился в 1926 году. Член КПСС.
Окончил Московский институт водного хозяйства имени В. Р. Вильямса, инженер-гидротехник (1952).
Трудовая деятельность:
- 1952—1953 мастер, прораб СМУ Туркменводстроя,
- 1953—1955 прораб, начальник участка СМУ Теркумводстроя,
- 1955—1961 начальник участка, главный инженер СМУ треста «Мособлстрой-12» Минпромстройматериалов СССР,
- 1961—1965 главный инженер СМУ, заместитель начальника Коршуновского ГОК,
- 1965—1973 заместитель начальника управления, начальник строительства Братского алюминиевого завода,
- 1973—1977 начальник Специального управления строительства «Братскгэсстрой» Минэнерго СССР (сменил погибшего в вертолётной катастрофе И. И. Наймушина),
- 1977—1991 заместитель Министра энергетики и электрификации СССР,

После 1991 года:
- председатель Российского национального комитета по большим плотинам,
- председатель РБОО «Чернобыльцы» Минтопэнерго,
- директор некоммерческого партнерства «Совет ветеранов энергетики».

Избирался депутатом Верховного Совета РСФСР 9 созыва.
В Юго-Западном округе Москвы 25 июня 2010 года состоялся пуск подстанции 11010 «Семеновская» и была открыта памятная доска.

## Награды
- Орден Мужества (7 июня 1996 года) — за мужество и самоотверженность, проявленные при ликвидации последствий аварии на Чернобыльской АЭС[1]
- Орден Почёта (2006 год)
- Орден Ленина (1976 год)
- Орден Трудового Красного Знамени (1971 год)
- Медаль «За трудовое отличие»
- орден «За заслуги» III степени (13 мая 2003 года, Украина) — за личный вклад в укрепление и развитие украинской-российских связей в электроэнергетической отрасли, высокий профессионализм[2]
- Орден Дружбы (1978 год, Венгрия)
- Заслуженный строитель РСФСР (1988)
- Премия Совета Министров СССР (1978)